# Resolutie 128 Veiligheidsraad Verenigde Naties
Resolutie 128 van de Veiligheidsraad van de Verenigde Naties was de tweede VN-Veiligheidsraadresolutie in het jaar 1958. De resolutie werd medio dat jaar aangenomen door tien leden van de Raad. Enkel de Sovjet-Unie onthield zich bij de stemming.

## Achtergrond
Resolutie 128 behandelde een klacht van Libanon, dat buurland de Verenigde Arabische Republiek ervan beschuldigde Arabisch-nationalistische rebellen te steunen. Die VAR, die destijds bestond uit Egypte en Syrië, wilde dat het westers georiënteerde Libanon zich bij hen aansloot. De Libanese president Camille Chamoun vroeg ook Amerikaanse steun, en op 15 juli bezetten mariniers de luchthaven en haven nabij de hoofdstad Beirut. In september werd met Amerikaanse bemiddeling een akkoord bereikt en keerde de rust weer.

## Inhoud
De Veiligheidsraad had de beschuldigingen geuit door Libanon en het weerwoord van de Verenigde Arabische Republiek gehoord in verband met inmenging van de Verenigde Arabische Republiek in interne aangelegenheden van Libanon. De Veiligheidsraad besloot om met hoge urgentie een waarnemersgroep naar Libanon te sturen om te verzekeren dat er geen infiltraties van personen of wapenleveringen zijn die de Libanese grenzen overstaken. De secretaris-generaal kreeg toestemming om hiervoor het nodige te doen. Waarnemers werden gevraagd om de Veiligheidsraad via de secretaris-generaal op de hoogte te houden.
Lijst ·  127 ·  128 ·  129 ·  130 ·  131